# Episodi di Those About to Die
I dieci episodi della miniserie televisiva Those About to Die sono stati resi disponibili sulla piattaforma di streaming Peacock il 18 luglio 2024.
In Italia la miniserie è stata distribuita sulla piattaforma Prime Video il 19 luglio 2024.
| nº | Titolo originale    | Titolo italiano             | Pubblicazione USA | Pubblicazione Italia |
| -- | ------------------- | --------------------------- | ----------------- | -------------------- |
| 1  | Rise or Die         | Ascesa o morte              | 18 luglio 2024    | 19 luglio 2024       |
| 2  | Trust None          | Non fidarti di nessuno      | 18 luglio 2024    | 19 luglio 2024       |
| 3  | Death's Door        | In punto di morte           | 18 luglio 2024    | 19 luglio 2024       |
| 4  | Fool's Bet          | La scommessa dello sciocco  | 18 luglio 2024    | 19 luglio 2024       |
| 5  | Betrayal            | Tradimento                  | 18 luglio 2024    | 19 luglio 2024       |
| 6  | Blood Relation      | Legame di sangue            | 18 luglio 2024    | 19 luglio 2024       |
| 7  | Death's Bed         | Sul letto di morte          | 18 luglio 2024    | 19 luglio 2024       |
| 8  | All or Nothing      | Nessun compromesso          | 18 luglio 2024    | 19 luglio 2024       |
| 9  | The Die Is Cast     | Il dado è tratto            | 18 luglio 2024    | 19 luglio 2024       |
| 10 | Let the Games Begin | Che i giochi abbiano inizio | 18 luglio 2024    | 19 luglio 2024       |

## Ascesa o morte
- Titolo originale: Rise or Die
- Diretta da: Roland Emmerich
- Scritta da: Robert Rodat

### Trama
Roma antica, anno 79. La città, un tempo prospera e rigogliosa, è precipitata in uno stato di decadenza che sta sobillando gli istinti peggiori del popolo, incline a frequenti atti di ribellione per il cibo scarseggiante. Ben consapevole di questo malessere, l'imperatore Vespasiano sta cercando di placarlo attraverso spettacoli e corse dei carri nel Circo Massimo che distraggano gli abitanti dalla propria misera condizione. Salito al potere esattamente dieci anni prima in quello che è ricordato come l'anno dei quattro imperatori, Vespasiano deve gestire anche l'accesa rivalità tra i figli Tito e Domiziano, entrambi smaniosi di succedergli alla guida dell'impero. Al Circo Massimo si fronteggiano quattro scuderie patrizie (azzurra, rossa, bianca e verde) e gli uomini ricchi si dilettano a scommettere sul vincitore delle gare. In questo universo sotterraneo sguazza il plebeo Tenax, un tipo ambizioso e senza scrupoli che ama imbrogliare ricchi scommettitori e uccidere chi non onora i patti. Tenax ha stretto un'alleanza con il fortissimo auriga Scorpo per creare una quinta scuderia che consenta loro di scalare i ranghi della società ed entrare negli ambienti che contano. Nella scuderia azzurra il console Marso e la vanagloriosa moglie Antonia puntano a spodestare Vespasiano e prendere il potere.
Tito è un generale, da sempre convinto di godere dell'assoluta stima paterna in virtù delle conquiste sul campo di battaglia. Vespasiano però non vede di buon occhio la sua relazione con Berenice, una giudea che Tito ha portato a Roma per sovrintendere i lavori di costruzione dell'Anfiteatro Flavio, una nuova arena di giochi alla quale l'imperatore tiene moltissimo. Al contrario, Domiziano conduce la classica vita dell'agiato figlio dell'imperatore, anche se ciò non gli impedisce di cadere vittima di una delle truffe ordite da Tenax che gli costa parecchi sesterzi. Tenax acquista gli stalloni bianchi andalusi dai fratelli iberici Elia, Fonsoa e Andria, ma Antonia li fa avvelenare per contrastare l'impresa dell'amante Scorpo che rischia di intralciare i suoi piani. In Numidia tre fratelli Aura, Jula e Kwame diventano schiavi perché la figlia maggiore di Cala, Aura, ha ucciso un legionario romano. Mostrando le sue grandi abilità da cacciatore, Kwame ottiene per lui e le sorelle di non essere spediti nelle miniere di zolfo, dove andrebbero incontro a morte certa, bensì a Roma per combattere nel nascente Anfiteatro Flavio. Vespasiano ordina a Tito di lasciare Berenice, avvertendolo che non è scontato sia lui a succedergli come imperatore.

## Non fidarti di nessuno
- Titolo originale: Trust None
- Diretta da: Roland Emmerich
- Scritta da: Robert Rodat

### Trama
Scorpo incarica Tenax di scoprire chi ha tentato di ucciderlo durante la corsa dei cavalli. Tenax non tarda a individuare il responsabile nel giovane plebeo Lucio, il quale vanta di essere stato ingaggiato da un uomo molto potente. Avendo capito che il mandante è Domiziano, Tenax espone a Scorpo un piano per incastrare il figlio dell'imperatore, colpendolo nel suo vizio del gioco, che consentirà loro di ottenere l'agognata scuderia. Kwame sbarca a Roma assieme a un raro esemplare di leone bianco che verrà impiegato nell'Anfiteatro Flavio. Kwame viene presentato a Domiziano che lo mette alla prova nella simulazione di un combattimento, da cui esce vincitore. Domiziano decide di comprare lo schiavo Kwame, ma nutrendo una profonda avversione nei confronti dei popoli nordafricani annessi all'impero, ordina che sia destinato ai combattimenti all'ultimo sangue tra gladiatori.
Scorpo acquista i cavalli andalusi utilizzando i fondi di Tenax, assicurandogli che sbaraglieranno la concorrenza. Dopo aver venduto a Marso le quote che gli consentiranno di tornare padrone della scuderia azzurra, Tenax si presenta al cospetto di Domiziano per renderlo edotto del progetto di allestire una scuderia, della quale lui potrà essere il principale finanziatore. Vespasiano convoca i figli per annunciare che ha scelto Tito come proprio successore, poiché le pressioni dei popoli barbari rendono preferibile affidare la guida dell'impero a un soldato. Furibondo per la decisione paterna, Domiziano a parole promette fedeltà al fratello, ma in segreto comincia a tramare per spodestarlo. Domiziano visita la stalla dei cavalli andalusi, nel frattempo avvelenati dal lottatore Sapo, ma Tenax e Scorpo riescono a ingannarlo, mostrandogli l'unico stallone sopravvissuto alla strage e fingendo che gli altri si trovino al pascolo. Domiziano accorda a Tenax la creazione della quinta scuderia, accettandolo inoltre tra i propri clienti.
Tenax fa uccidere Sapo e vuole sapere chi ha commissionato l'avvelenamento dei cavalli, apprendendo che l'ordine è giunto da qualcuno a bordo di una portantina. Cala prova ad acquistare all'asta le figlie Jula e Aura, ma la prima viene venduta ad Antonia e la seconda è accaparrata da Tenax, benché la donna avesse presentato un'offerta maggiore. Cala bussa alla porta di Tenax, rivelandole di essere la madre di Jula, e scopre che intende usarla come intermediaria per carpire informazioni all'acquirente di Aura. Cala si propone per essere lei l'intermediaria di Tenax, dopodiché le consentirà di comprare la figlia. Il gladiatore Viggo stringe un'alleanza con Kwame, promettendogli aiuto sull'utilizzo delle armi romane in cambio di indicazioni sul modo in cui affrontare il temuto leone. Oltre a ciò, se la loro intesa dovesse funzionare, Viggo arriva a prospettare la possibile uccisione del responsabile della loro condizione di schiavi, vale a dire Domiziano.

## In punto di morte
- Titolo originale: Death's Door
- Diretta da: Roland Emmerich
- Scritta da: Robert Rodat

### Trama
Scorpo e Andria raccolgono cenere gialla alle pendici del Vesuvio per curare i cavalli. Antonia appura che Jula è vergine, puntando a renderla concubina di Marso. Viggo e Kwame sono designati uomini d'armi del gladiatore Colon, destinato a combattere contro il forzuto Flamma. Colon li paga affinché provvedano, in caso dovesse perire, a cremare il suo corpo, affinché non venga dato in pasto alle tigri. La cura delle cenere gialla inizia a dare risultati e i cavalli, benché ancora debilitati, possono riprendere le corse. Jula ascolta una conversazione tra Marso e Antonia in cui la donna, dopo essersi presa il merito di aver avvelenato i cavalli di Scorpo, annuncia di averne ordito l'uccisione per sostituirlo con un auriga più fedele. Scorpo nomina Andria secondo corridore, dopodiché viene aggredito da un gruppo di delinquenti e pugnalato a morte. Appresa la notizia, Marso si complimenta con Antonia, ma la moglie afferma che non è opera sua.
Mentre la salute di Vespasiano sta peggiorando, Domiziano si appropria dell'oro dell'erario per fonderlo in lingotti privi del sigillo imperiale, venendo scoperto da Tito che paventa possibili conseguenze per lui in caso di ammanchi. L'obiettivo di Domiziano è incassare abbastanza denaro in breve tempo, così da acquistare pretoriani per la propria difesa personale nel momento in cui, morto il padre, Tito proverà a ucciderlo. Flamma prevale nel duello contro Colon, con Viggo e Kwame costretti a recuperare i pezzi mutilati del suo corpo. Tra lo stupore generale, Scorpo appare al Circo Massimo a bordo della biga dorata della sua nuova scuderia, trainata dagli stalloni andalusi. Il suo delitto è stata una farsa orchestrata da Tenax per scongiurare ogni possibile tentativo di omicidio. Scorpo vince la corsa e Tenax fa il pieno degli introiti delle scommesse. Marso e Antonia sono accusati da Calpurnia, la vecchia leader della scuderia azzurra, di non essere capaci di guidarla.
Gli avvenimenti della giornata creano caos nelle scuderie e in città. Cala, che aveva scommesso sulla vittoria di Scorpo, usa il denaro vinto per comprare la libertà di Aura. I conteggi dell'erario rivelano che non ci sono ammanchi, anche se a riferire l'esito a Tito è stato Lucio travestito da soldato. Vespasiano sente di essere prossimo alla morte, chiedendo di spirare in piedi come nella tradizione degli imperatori per potersi avvicinare agli dei. Tito e Domiziano assistono alle operazioni successive al decesso dell'imperatore, mentre in città l'ordine pubblico rischia di andare fuori controllo.

## La scommessa dello sciocco
- Titolo originale: Fool's Bet
- Diretta da: Marco Kreuzpaintner
- Scritta da: Charles Holland

### Trama
Tito convoca i presidenti delle quattro scuderie per chiedere loro di adoperarsi affinché il Senato proclami la deificazione del defunto padre Vespasiano. Per assicurarsi la loro obbedienza, Tito dichiara la messa al bando della scuderia oro di Tenax e Scorpo. Mentre assiste alle esequie di Vespasiano e alla conseguente incoronazione del nuovo imperatore, Cala apprende dalla schiava di Antonia, Drusilla, che il tocco delle vestali può rendere uno schiavo libero. Tito promette al popolo la ristrutturazione dell'acquedotto per poter edificare le terme, anche se Berenice non gradisce questa novità di cui si dovranno occupare gli schiavi giudei. Tito sospetta che Domiziano sia il responsabile delle rivolte appena sedate a Suburra e dei ritardi nella consegna del grano, a maggior ragione dopo che Lucio e i suoi uomini sono stati tutti uccisi. Nell'attesa di vagliare la posizione del fratello, Tito lo confina nei suoi appartamenti, dove l'amante lo informa che Berenice è malvista dagli schiavi giudei per la sua relazione con l'imperatore.
Scorpo chiede a Marso di tornare al proprio posto nella scuderia azzurra, incassando però il netto rifiuto suo e di Antonia. All'auriga non resta alternativa che farsi ingaggiare dalla scuderia bianca, segnando la rottura del sodalizio con Tenax che nel frattempo si stava adoperando per far reintegrare la scuderia oro. Calpurnia promette a Salena che recupereranno le loro fortune, scalzando Marso dalla guida della scuderia azzurra. Domiziano sfugge alla propria detenzione per visionare il leone bianco che intende scatenare contro i giudei, facendoli arrestare con l'accusa di sedizione verso Berenice. Il giorno successivo i giudei vengono radunati nel Circo Massimo per essere attaccati dal leone, con il profondo disgusto di Berenice per il destino che Tito riserva al suo popolo. Di fronte a un Tito furibondo che minaccia di ucciderlo, Domiziano menziona l'esistenza del complotto contro Berenice che giustifica quanto è avvenuto nell'arena.
Tito convince Berenice a non lasciare il palazzo, anche se la giudea vuole vivere il loro amore in clandestinità perché il popolo non la accetterà mai, come dimostrano i fischi alla sua apparizione nel palco imperiale. Quella notte, Cala segue Drusilla di soppiatto nel tempio delle vestali per chiedere a Cornelia di toccare Jula, così da liberarla dalla schiavitù. Cornelia precisa che soltanto la vestale massima ha questo potere, assicurandole che proverà a intercedere per lei entro le successive idi. Il bruto Ursus ha un conto in sospeso con Tenax, incolpandolo della morte del loro maestro quando erano bambini. Ursus ha la meglio nella colluttazione con Tenax, ma sceglie di non ucciderlo perché vuole assistere alla sua caduta in disgrazia.

## Tradimento
- Titolo originale: Betrayal
- Diretta da: Marco Kreuzpaintner
- Scritta da: Alex Carmedelle

### Trama
Tenax sogna il momento in cui, da bambino, lui e Ursus diedero fuoco alla stanza in cui dormiva il loro maestro, rinchiudendovelo mentre l'incendio divampava. Al risveglio, ricevuto un messaggio di Ursus in cui pretende che gli vengano versati i proventi delle scommesse, Tenax ordina ai suoi uomini di cercarlo. Un ragazzino che Tenax aveva mandato in avanscoperta all'indirizzo indicato da Ursus viene da questi ucciso e impiccato. Scorpo non riesce ad ambientarsi nella scuderia bianca, lamentando la lentezza dei cavalli e la scarsa qualità dei carri, venendo regolarmente battuto da Xenon, ex auriga dei bianchi che adesso fa la fortuna degli azzurri. Per celebrare il matrimonio dell'imperatore con la cugina Marcia è stata indetta un'edizione speciale dei giochi in cui Domiziano ha scelto Kwame come sfidante di Flamma. Berenice convoca Rufo, un uomo che detesta Tenax e lo accusa di pilotare le gare, perché vuole portare alla luce gli intrallazzi dell'uomo con Domiziano e gli ordina di farsi assumere nella sua taverna e spiarlo.
Cala e Aura apprendono con sconcerto che Kwame affronterà Flamma. Cala ottiene di poter vedere Kwame prima del combattimento, caricandolo sull'assoluta necessità che esca vincitore e ricordandogli la virtù di guerriero trasmessagli dal padre. Kwame è in difficoltà, anche perché incatenato ad altri due lottatori, ma alcune scosse di terremoto distraggono Flamma e gli danno modo di liberarsi dalle catene, simboleggiando peraltro che combatte con il favore degli dei. Kwame si batte con onore, anche se Flamma finisce per prevalere e si rivolge al palco imperiale per capire cosa deve fare con l'avversario riverso a terra. Domiziano mostra il pollice verso, ma Tito capovolge la decisione perché Kwame si è particolarmente distinto, oltre ad aver incassato il sostegno della folla alla sua prima apparizione nell'arena. L'eruzione del Vesuvio costringe il pubblico a fuggire e Antonia lo interpreta come il segnale che è venuto il momento di prendere il potere.

## Legame di sangue
- Titolo originale: Blood Relation
- Diretta da: Marco Kreuzpaintner
- Scritta da: Eva Gonzalez Szigriszt

### Trama
L'eruzione del Vesuvio, che ha provocato la distruzione di Pompei ed Ercolano, mette in agitazione Roma per l'arrivo di rifugiati dalle zone colpite, oltre all'infausto spegnimento del fuoco delle vestali. Domiziano non ha gradito l'atteggiamento di Kwame e ordina un nuovo duello tra lui e Flamma, premurandosi che venga lasciato senza cibo. Appreso da Jula che Marso si appresta a convocare una seduta straordinaria del Senato in cui sarà messa ai voti la destituzione di Tito, Tenax informa Domiziano che a sua volta ne parla immediatamente con il fratello. Tenax fa in modo che Tito e Domiziano si trovino nel sotterraneo del Senato durante lo svolgimento della seduta, ascoltando Marso attribuire lo scontento degli dei alla condotta dell'imperatore e accusarlo di voler accogliere i rifugiati in barba al popolo che vive nella miseria. Tito interrompe la seduta e ordina l'arresto di Marso e degli uomini a lui più vicini, i senatori Torel e Sepulcio.
Domiziano ottiene da Tito il prolungamento dei Giochi inaugurali a cento giorni e il reintegro della scuderia oro. Tenax fa arrestare Scorpo con l'accusa di scommesse illegali, in modo da costringerlo a tornare l'auriga della scuderia oro. Scorpo puntualizza che nonostante questo non torneranno ad essere amici, mantenendo un rapporto esclusivamente professionale. Adesso che Cornelia è diventata la vestale massima, Antonia implora la figlia di intercedere presso Tito per liberare il marito Marso. Elia si è invaghito di Jula e brama di comprare la sua libertà per poter vivere insieme. Il ritorno di Scorpo con la scuderia oro riaccende l'entusiasmo sulle tribune, ma Tenax non può gioire dei successi perché Ursus mantiene il controllo sulle sue vincite e, logicamente, sia Domiziano che Scorpo reclamano la propria parte.
Giunte le Idi, Cornelia rifiuta l'intercessione che a suo tempo aveva promesso a Cala, reputandola corrotta dal malaffare di Tenax e accusandola di averla messa contro la sua famiglia. Non potendo ottenere ciò che voleva, Cala preannuncia a Tenax che la loro alleanza è in discussione. Ursus si reca nel posto stabilito a riscuotere le vincite di Tenax, con quest'ultimo che aveva messo due ragazzini a sorvegliare il momento in cui il bruto sarebbe arrivato. Ursus si accorge della manovra di Tenax e reputa che è venuto il momento di affrontarsi. Forte della sua lunga esperienza come soldato dell'esercito, Ursus non ha difficoltà a mettere Tenax k.o. e, prima di bruciare la casa, gli rivela che il loro padrone da lui ucciso era suo padre.

## Sul letto di morte
- Titolo originale: Death's Bed
- Diretta da: Marco Kreuzpaintner
- Scritta da: Jill Robi

### Trama
Tenax è trascinato fuori dalla stanza in fiamme e curato da un dottore che gli impone riposo assoluto, altrimenti perderà la gamba. Cala assume il comando dei suoi uomini, ordinando di riprendere le normali attività perché bisogna far credere ai nemici che Tenax sia morto. Quando si risveglia, Tenax racconta a Cala che la decisione di appiccare l'incendio era causata dalle attenzioni morbose che il padre riservava ai bambini, in particolare a Ursus. Marso vuole che Antonia lo disconosca, abbandonandolo al suo destino, poiché soltanto così la loro famiglia potrà uscire intatta dallo scandalo e puntare a quello che è sempre stato il reale obiettivo del console, vale a dire mettere il figlio Giulio al comando. Antonia obbedisce e comunica ai rappresentanti delle altre scuderie che Marso è ufficialmente ripudiato. Nella speranza di porre fine alle disgrazie che si stanno abbattendo su Roma, Tito dà il benservito a Berenice.
Antonia fa credere a Scorpo di rivolerlo nella scuderia azzurra, ma dopo aver fatto sesso la donna libera uno scorpione sulla gamba dell'auriga addormentato. Risvegliatosi, Scorpo pugnala lo scorpione e si presenta all'arena, dove nel frattempo Cala lo ha rimpiazzato con Elia e Andria che vincono la gara. Il successo spinge Tenax a ipotizzare la possibilità di formare nuovi aurighi, con Scorpo che dovrebbe concentrarsi sul ruolo di proprietario della scuderia. Domiziano irrompe al capezzale di Tenax per sapere dove si trovano i suoi sesterzi, obbligandolo a rivelargli la macchinazione di cui è caduto vittima. Cala consegna a Tenax il denaro guadagnato con le scommesse odierne, dimostrandogli che è assolutamente in grado di sostituirla negli affari. Quella sera, Cala si procura della belladonna da uno speziale per avvelenare Flamma e tentare di aiutare il figlio Kwame. Così si intrufola nel ludus magnus e avvelena i calici di vino nella cella di Flamma, ma a bere il vino contaminato è la donna con cui si stava intrattenendo. Il mattino seguente, Flamma viene svegliato dal lanista e, non accorgendosi della morte della donna, beve l'altro calice.
Aura ricorda di aver visto Ursus aggirarsi per le strade di Roma dopo aver tentato di uccidere Tenax, dando indicazioni ai pretoriani per trovarlo. Nel combattimento Kwame resiste ai primi attacchi di Flamma, dopodiché tenta una reazione che incontra il favore del pubblico. Kwame assesta diversi colpi a Flamma, il quale non si dà per vinto e riceve una sciabolata fatale in pieno petto. Aura comunica alla madre che vuole seguire la sua strada, senza dirle che ha iniziato una relazione con una donna di nome Iris. Dopo essere passato da casa di Tenax senza trovarlo, Ursus si presenta alla taverna di scommesse e aggredisce Cala, ma quando sta per cavarle l'occhio sopraggiunge Tenax che lo pugnala mortalmente alle spalle.

## Nessun compromesso
- Titolo originale: All or Nothing
- Diretta da: Marco Kreuzpaintner
- Scritta da: Marissa Lestrade

### Trama
Anno 74. Domiziano aiuta il padre Vespasiano nella preparazione di un discorso, suggerendogli l'idea di abbattere la Domus Aurea di Nerone per erigere una grande arena, l'Anfiteatro Flavio, e tramandare la potenza della dinastia flavia. In questo modo non soltanto avranno un luogo da contrapporre al Circo Massimo, dove si annida l'opposizione patrizia alla loro famiglia, ma si mostreranno benevoli nei confronti del popolo, cui dovrà essere destinata la nuova arena.
Anno 80. Tito annuncia al popolo la costruzione delle terme pubbliche e la gravidanza della moglie Marcia. La corsa vede la caduta di Xenon e Scorpo, geloso delle acclamazioni che il pubblico sta riservando ad Andria, lo spinge verso i rottami del carro della scuderia azzurra, causandogli una caduta mortale. Elia è l'unico ad accusare Scorpo di aver deliberatamente ucciso il fratello, ma nessuno nella scuderia oro ha il coraggio di schierarsi contro il grande auriga, benché Cala non manchi di sottolineare a Tenax come si stia comportando da vigliacco a difendere il proprio protetto. Elia non si dà per vinto e punta a dimostrare la colpevolezza di Scorpo, chiamando a testimoniare Xenon che era nell'arena e sicuramente ha visto la scena. Tuttavia, Scorpo lo precede e, quando Xenon afferma di sapere che è stato lui a uccidere Andria, lo strangola. Kwame ha intrapreso uno sciopero della fame perché non intende più combattere, ma Domiziano lo vuole in forze in vista dell'apertura ufficiale dell'Anfiteatro Flavio di lì a due settimane.
Elia si propone ad Antonia come auriga della scuderia azzurra, così da poter sfidare direttamente Scorpo nell'arena. È proprio il suo odio verso Scorpo a convincere Antonia che il ragazzo, nonostante l'inesperienza, è la scelta giusta. Il senatore Leto porta a Tito le prove che è Domiziano a rallentare le consegne del grano. Preoccupato che il cerchio si stia ormai per chiudere intorno a lui, Domiziano non vede alternative all'omicidio di Tito e incarica Tenax di iniziare a studiare un piano. Come se non bastasse, Domiziano è tradito dal giovane amante Hermes, ordinandone l'arresto dopo averlo sorpreso a letto con un altro uomo. Tenax confida a Cala che il compito assegnatoli da Domiziano, pur non scendendo nei dettagli, un tempo lo avrebbe esaltato, mentre adesso non è più così convinto della propria condotta al di fuori della legge. Tenax punta a corrompere Manilio, uno dei soldati più fedeli a Tito, raccogliendo entro pochi giorni il denaro con cui farlo passare dalla propria parte. Negli allenamenti al Circo Massimo Elia dimostra di avere la stoffa dell'auriga.

## Il dado è tratto
- Titolo originale: The Die Is Cast
- Diretta da: Roland Emmerich
- Scritta da: Robert Rodat

### Trama
Avendo assoluta necessità di raccogliere i 10 milioni di sesterzi da versare a Manlio, Tenax investe tutti i propri averi in una super-scommessa su Scorpo leader della corsa al settimo giro. Fonsoa affianca Scorpo come auriga della scuderia oro, mentre il fratello Elia fa il suo debutto alla guida della azzurra. Ritrovandosi in una situazione simile a quella della precedente gara, Elia costringe Scorpo ad andare a sbattere contro un carro fermo sulla pista, esattamente come lui aveva fatto con Andria. Quando la stessa cosa succede a Fonsoa, Elia abbandona il carro e presta soccorso al fratello, le cui condizioni appaiono subito gravi e che spira in infermeria. Ignaro di quanto sta accadendo al Circo Massimo, Tenax sta recuperando le vincite nascoste, quando sente il popolo urlare che Scorpo è morto. Nonostante la terribile notizia della perdita del caro amico, Tenax ha raccolto denaro sufficiente per pagare Manilio.
Tenax sigla il patto con Manilio, vincolandosi reciprocamente con una doppia pergamena di confessione delle proprie colpe e il cui contenuto verrà divulgato se le cose dovessero andare male. Domiziano non mostra clemenza verso Hermes e gli fa tagliare la lingua. Informata da Rufo della collusione tra Domiziano e la scuderia oro, Berenice si allea con Antonia per combattere il loro comune nemico. Antonia comunica a Cala di aver scoperto che Jula spiava Marso, motivo per cui dovrebbe ucciderla, a meno che la donna non accetti di fornirle le prove del tradimento di Domiziano e Tenax ai danni dell'imperatore Tito. L'Anfiteatro Flavio apre i battenti con uno spettacolo organizzato da Domiziano che incontra il favore del pubblico e di Tito. Kwame apprende con sconcerto che sua sorella Aura ha deciso di entrare a far parte dei giochi, un modo per espiare la propria colpa di aver ridotto la famiglia in schiavitù.
Cala consegna ad Antonia la copia della pergamena di Tenax in cambio di Jula, la cui libertà svanisce però in un attimo perché la ragazza diventa schiava di Roma. Lo spettacolo prosegue con l'ingresso nell'arena allagata di una barca sulla quale si trovano alcuni rei patrizi, tra i quali il console Marso ed Hermes nel ruolo di polena, e un branco di coccodrilli che banchettano con i malcapitati. Antonia entra nell'Anfiteatro Flavio proprio nel momento in cui il marito Marso è ucciso dai coccodrilli. Tenax è avvertito che uno degli accusatori di Domiziano è in arrivo per quel pomeriggio, il che significa dover affrettare i piani e uccidere subito Tito. Tenax sta per procedere, ma è costretto a interrompersi per l'arrivo di Porto che lo informa della necessità di trasferirsi a Ostia per risolvere la crisi con Domiziano. Berenice è uccisa da tre uomini che le impediscono di consegnare la pergamena a Tito.

## Che i giochi abbiano inizio
- Titolo originale: Let the Games Begin
- Diretta da: Roland Emmerich
- Scritta da: Robert Rodat

### Trama
Tenax recupera la pergamena prima che possa finire in altre mani. Kwame e Viggo entrano nell'arena, scoprendo che la mente contorta di Domiziano ha architettato una sfida tra loro due. I due amici rifiutano di combattere, indispettendo Domiziano che fa arrivare Jula e il figlio settenne di Viggo, laddove il combattente sconfitto decreterà la morte anche del proprio congiunto. Kwame prevale su Viggo e spera nella clemenza di Tito, ma l'imperatore vuole dare una lezione a Domiziano e mostra il pollice verso. Prima di essere ucciso dall'amico, Viggo gli chiede di salvare la vita del figlio. Tito consegna a Kwame la spada di legno che simboleggia la libertà, ma il ragazzo la cede a Jula che può riabbracciare sua madre Cala, nel frattempo riuscita a entrare nell'anfiteatro. Sotto shock per aver visto morire prima Marso e poi Viggo, Antonia abbandona quella che non esita a definire "l'arena della morte", ripromettendosi che non vi metterà più piede. Tito ordina a Domiziano di seguirlo a Ostia per regolare i conti. Prima di lasciare gli spalti, un contrariato Domiziano fa uccidere il figlio di Viggo.
Un legionario libera il leone bianco che semina il panico nell'arena, uccidendo alcuni figuranti e anche persone del pubblico. Kwame affronta la bestia e riesce a ucciderla, con ciò alimentando il suo odio nei confronti di una Roma che lo ha costretto a tradire il suo amico Viggo e a dover pagare un duro prezzo per essere libero. Tenax scopre che Manilio non intende farsi corrompere, affrontandolo in uno scontro diretto e uccidendolo. A Ostia, Tito riceve la prova effettiva del complotto ordito da Domiziano e ne annuncia la condanna a morte, ma sopraggiungono dei soldati corrotti da Tenax che si rivoltano contro l'imperatore. Passato in posizione di svantaggio, Tito rimarca l'incapacità di Domiziano a governare e sembra far vacillare i soldati. Tenax sorprende Tito alle spalle e lo soffoca con uno stendardo, affinché risulti che il decesso sia avvenuto per cause naturali. Elia chiede la mano di Jula, strappando l'assenso di Cala che si è invece rassegnata a lasciare Aura libera di essere sé stessa. Kwame brucia il corpo di Viggo, assicurandosi che il figlio abbia un'adeguata sepoltura.
Domiziano si presenta in Senato per annunciare la morte di Tito e chiedere di essere designato come suo successore, dicendosi pronto a provare che non ha alcuna responsabilità nel decesso del fratello. Inoltre, annuncia che ha intenzione di revocare la spartizione degli incassi tra le cinque scuderie, lasciando intendere che le corse dei carri sono destinate a essere soppiantate dai combattimenti nell'Anfiteatro Flavio, un luogo destinato al popolo e non ai patrizi. Con qualche ritrosia, i senatori si alzano in piedi e decretano la successione di Domiziano a Tito. Tenax è ricompensato da Domiziano con la carica di edile, la stessa che ebbe anche Giulio Cesare. Tenax medita di uccidere Cala per il tentato tradimento della pergamena e per il fatto che sa troppe cose, ma la donna riesce a fargli capire che proprio per questo motivo gli sarà utile a mantenere la posizione appena conquistata. Domiziano entra nell'Anfiteatro Flavio vuoto, siede al posto d'onore di Tito e indossa la sua corona d'alloro, dichiarando "che i giochi abbiano inizio".